# برایان مری (بازیگر)
برایان مری (به انگلیسی: Brian Murray) (۱۰ سپتامبر ۱۹۳۷ – ۲۰ اوت ۲۰۱۸) بازیگر و کارگردان تئاتر اهل آفریقای جنوبی بود که در سال ۲۰۰۴ به تالار مشاهیر تئاتر آمریکا راه یافت.